# Балаганское муниципальное образование
Балаганское муниципальное образование — муниципальное образование со статусом сельского поселения в 
Балаганском районе Иркутской области России. Административный центр — посёлок Балаганск.

## Демография
По результатам Всероссийской переписи населения 2010 года
численность населения муниципального образования составила 4109 человек, в том числе 1896 мужчин и 2213  женщин.
| 2010  | 2011  | 2012  | 2013  | 2014  | 2015  | 2016  |
| ----- | ----- | ----- | ----- | ----- | ----- | ----- |
| 4109  | ↗4112 | ↘4110 | ↘4077 | ↘3996 | ↘3885 | ↗3949 |
| 2017  |       |       |       |       |       |       |
| ↘3909 |       |       |       |       |       |       |